# Клип (филм)
Клип је српски филм из 2012. године. Режирала га је као свој дебитантски играни филм млада редитељка Маја Милош, која је написала и сценарио.
- Филм је своју светску премијеру имао у Ротердаму 27. јануара 2012. године, где је био уврштен у главни такмичарски програм 41. Интернационалног филмског фестивала са још 14 филмова из целог света и освојио главну награду „Тигар“ за најбољи филм,[2] док је у Србији премијерно приказан 12. априла 2012. године.[1]

- На Међународном филмском фестивалу у Вилњусу (Литванија) награду за најбољу глумицу добила је Исидора Симијоновић за улогу у филму „Клип“.[3]

- Најбољи дебитантски филм на фестивалу Peace & Love у Шведској.[4]
- Без обзира на првобитну забрану руског Министарства културе да се филм “Клип” приказује у биоскопима у Русији због, како се наводило, нецензурисаних псовки, сцена са коришћењем дроге, алкохола и материјала експлицитног карактера, овај филм је руској публици ипак приказан. У знак подршке “Клип” ће након Московског међународног филмског фестивала бити приказан и на 22. фестивалу “Порука човеку”, који се крајем септембра одржава у Санкт Петербургу. Редитељка Маја Милош позвана је да буде један од чланове жирија фестивала, којим председава познати аустријски редитељ Михаел Главогер.".[5]

## Радња
Јасна је шеснаестогодишња девојка која иде у средњу школу. Отац јој има тешко обољење у поодмаклој фази. Јасна види оца који је потпуно беспомоћан и због јаких лекова које пије губи везу са реалношћу. Она не жели да учествује у свакодневним проблемима које доноси живот са тешким болесником. Јасна је заљубљена у Ђолета, седамнаестогодишњег момка са којим иде у школу. Она се стиди да му покаже било какву наклоност. Упркос томе они започињу везу у којој једино комуницирају тако што се снимају за време секса. Са друштвом она често одлази на раскалашне журке где се забавља, пије и дрогира се. Јасна је бесна на све, а љубав и нежност се јављају у веома суровој околини.

## Улоге
| Глумац              | Улога       |
| ------------------- | ----------- |
| Исидора Симијоновић | Јасна       |
| Вукашин Јаснић      | Ђоле        |
| Соња Јаничић        |             |
| Владимир Гвојић     | Црни        |
| Јово Максић         | Отац        |
| Сања Микитишин      | Мајка       |
| Катарина Пешић      |             |
| Моња Савић          | Марија      |
| Јована Стојиљковић  |             |
| Никола Драгутиновић | Шоне        |
| Михајло Николић     | Марко Шерић |

## Музика из филма
- Јасна Миленковић Јами - Оне ствари
- Индира Радић – Тетоважа
- Милан Станковић - Фејс
- Trik FX - До јаја
- Слађа Делибашић – Седми спрат
- Нада Топчагић - Јутро је
- Светлана Ражнатовић Цеца - Неваљала
- Неда Украден - Да се нађемо на пола пута
- Дадо и Шако Полумента - Љепша од ноћи
- Сандра Продановић – Африка
- Дивља ружа – Кучка
- Славица Ћуктераш – Ексклузива
- Clip Club Music - EKG (Dodirni me)
- Шекиб Мујановић – Бекрија и дама
- Светлана Ражнатовић Цеца - Тачно је
- Сека Алексић - Није за мене
- Сека Алексић - Сви твоји милиони
- Синан Сакић - Храбар и луд
- Сека Алексић - Идеално твоја
- Јана Тодоровић – Кући, кући
- Мина Костић - Разведи се од ње
- Мина Костић - Мој лепи

## Рецензије о филму
Јевгениј Гусјатински, колумниста једног од највећих часописа у Русији, „Руски репортер“
''Министарство културе РФ је забранило приказивање српског филма „Клип“ редитељке Маје Милош, јер садржи „псовке, сцене са употребом алкохола и наркотика, као и материјал порнографског карактера“.
Ово је први случај у читавом периоду после перестројке када се код нас забрањује уметнички филм, и то преко колена, без обазирања на општеприхваћени систем ограничавања узраста гледалаца.
„Клип“ је портрет савремених тинејџера, крајње реалан и груб, али истовремено пун саосећања. Они постају одрасли много пре свог пунолетства (што је, по свему судећи, новост за чиновнике из Министарства културе). Тачно је: они пробају алкохол и наркотике, псују и упражњавају секс, и у томе су често далеко напреднији од својих родитеља.
А сада идемо редом. Псовке, као и сцене узимања наркотика и алкохола, постоје у сваком другом филму који се приказује у Русији, али ти филмови се за сада из неког разлога не забрањују. По свему судећи, наши чиновници се више боје секса, него алкохола, наркотика и псовки, а можда се, као у стара времена, праве да у Русији још увек нема секса.
У „Клипу“ заиста има отворених сексуалних сцена. Али, прво, то није порнографија, него само имитација порнографије. Наиме, Милошева је за време снимања користила вештачке полне органе, што је великим словима објашњено у шпици.
Осим тога, порнографија као уметнички поступак одавно није новост, и код нас су без проблема приказивани филмови са много тежим сценама: „Девет песама“, „Романса“, „Без повратка“ и „Антихрист“. Уосталом, права порнографија, било да је снимана у студију или у кућним условима, одавно и неповратно је ушла у наш живот, укључујући и живот тинејџера, који сваку своју физиолошку потребу снимају на мобилни и све то постављају на интернет, о чему и говори „Клип“, и то потпуно објективно.
Укратко, раније се код нас порнографијом називала безазлена еротика, а сада је Министарство културе отишло још даље, назвавши порнографијом крајњи реализам и обичну истину, и то неоспорну истину и неоспорну уметност. Маја Милош треба да буде срећна: не може се ни замислити боља реклама за „Клип“.''